# レッド・アワーバック

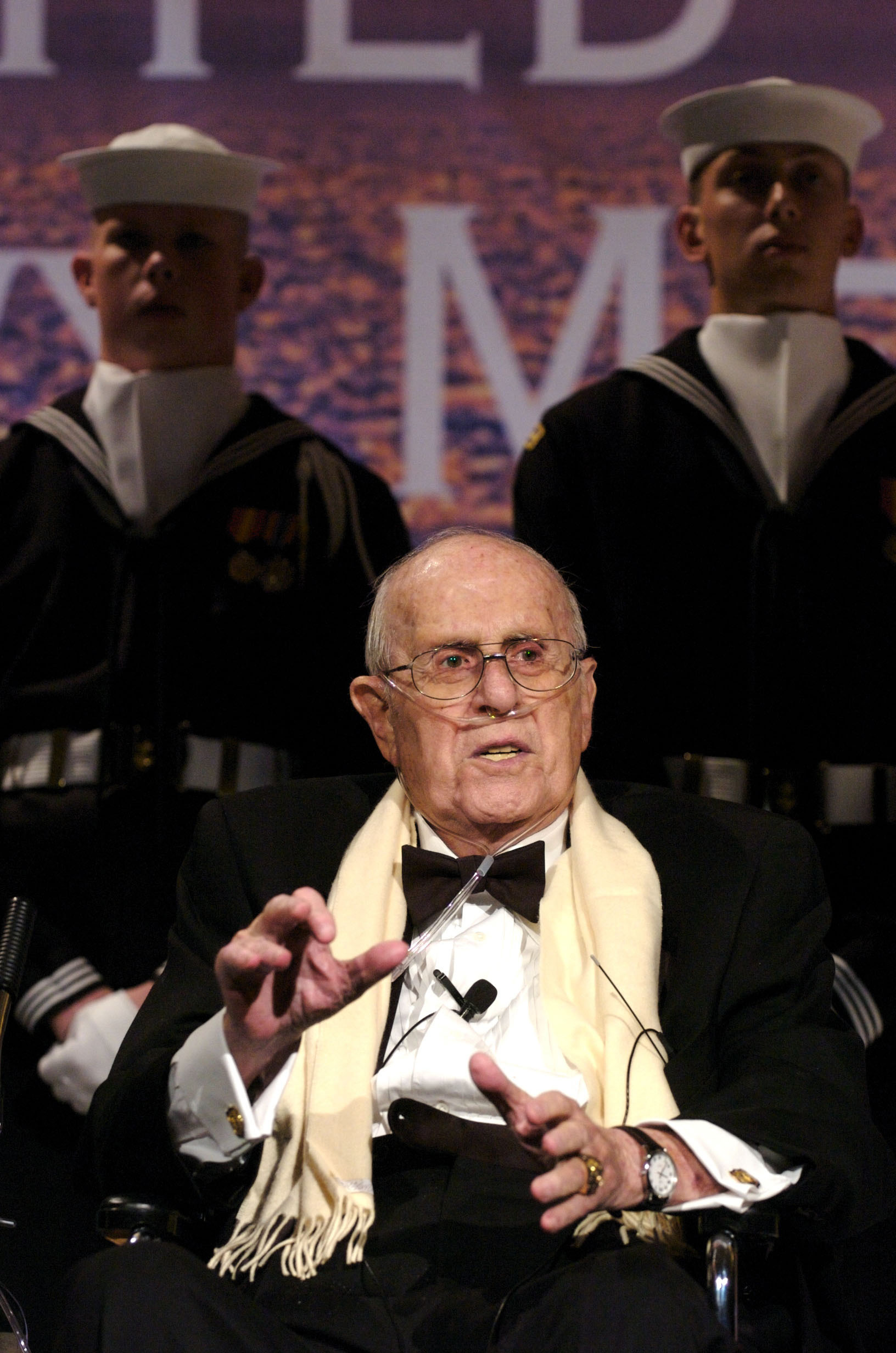
アメリカ海軍より「ローン・セイラー賞」を授与され、演説するレッド・アワーバック。2006年の写真

アーノルド・ジェイコブ・"レッド"・アワーバック (Arnold Jacob "Red" Auerbach, 1917年9月20日 - 2006年10月28日) は、アメリカ合衆国のバスケットボール指導者で球団役員。
1950年代にNBAのボストン・セルティックスに加わって以降、監督としてまたは球団役員として同チームに携わった。監督としては8連覇を含め9回の優勝、運営側に回って以降は7回と合計で16回の優勝を経験。セルティックスを北米プロスポーツ史上に残る名門チームに育て上げ、同チームとNBAの歴史に大きな足跡を残した。また歴史に残る多くの名選手を獲得・起用し、とりわけ人種にこだわらない起用でそれまでほとんどいなかった黒人選手を数多くプロバスケットボールの世界に導いた。1968年に監督として殿堂入り。2006年に心臓発作で死去。89歳。

## 生い立ちから監督職の始まりまで
食料品店を営むロシア系ユダヤ人の移民の子として、ニューヨークのブルックリンに生まれた。少年時代よりバスケットボールをプレイし、高校時代には有名な選手だった。教師あるいはバスケットボールの監督を志していたアワーバックはコロンビア大学関連の短大に進み、2年生からはワシントンD.C.のジョージ・ワシントン大学に編入した。
1941年に大学を卒業したのちワシントン市内の高校でバスケットボールの監督を務め、同じ時期にハリスバーグ・セネターズというチームでプレイした。その後海軍で軍役に就いた。海軍でのアワーバックの職務はバスケットボールチームを指導することだった。
軍役が終わると、アワーバックはアメリカバスケットボール協会 (BAA) 所属のチーム、ワシントン・キャピトルズの監督に就任した。アワーバックのキャピトルズは1年目で地区首位の成績、2年目は地区2位タイ、3年目は地区首位だったが優勝はなかった。3年目には契約の話し合いが折り合わず、アワーバックはチームを離れた。
翌シーズンにBAAはNBAと改称、アワーバックはトライシティーズ・ブラックホークスの監督に就き、28勝29敗の成績だった。このシーズンはアワーバックの監督歴で唯一の負け越しとなった。チームがアワーバックに断りなく選手をトレードすると、アワーバックは監督職を退いた。またアワーバックはこのシーズン、デューク大学でアシスタントコーチの役職にも就いていた。

## ボストン・セルティックス監督
1949-50シーズンのボストン・セルティックスは22勝46敗で地区最下位と低迷しており、セルティックスのオーナーウォルター・ブラウンはアワーバックに白羽の矢を立てた。アワーバックは監督兼球団副社長（選手人事担当者）という役職でチームに迎えられた。アワーバックは以後半世紀に渡ってチームと関係を持つことになり、人材の登用や試合の采配で才能を発揮しセルティックスをリーグきっての名門に育て上げていった。
当時のセルティックスはスター選手ボブ・クージーを擁し、翌年にはビル・シャーマンを獲得、アワーバック指揮下でチームの勝率は5割以上に持ち直したものの、優勝には至らなかった。
1953年のドラフトでセルティックスはフランク・ラムジーを指名。ラムジーは入団以降、ベンチからスタートしてチームに貢献する「シックスマン（6番目の選手）」として活躍することになった。アワーバックは能力のある選手を先発にせずに起用するという采配を最も初期に導入した監督だった。この起用法はのちのセルティックスの黄金時代を支えることになった。
1956年にボストン・セルティックスは地域ドラフトでトム・ヘインソーンを獲得。このシーズンにはビル・ラッセルもセルティックスにとって是非とも欲しい選手だったため、アワーバックは2位の指名権を持っていたセントルイス・ホークスに選手1名ともう一人の選手の指名権を譲り渡し、見返りにラッセルを指名させ、セルティックスがラッセルを獲得した。
ヘインソーンはこのシーズン新人王を受賞する優秀な選手だった。ラッセルはバスケットボールのプレイに革新をもたらす優れたディフェンダーとしてリーグに君臨することになった。この年にラッセルとヘインソーンを獲得したことにより、セルティックスの黄金時代が幕を開けた。1957年、アワーバックのセルティックスはセントルイス・ホークスを破り初めて優勝を経験した。翌シーズンはホークスに優勝を譲ったが、セルティックスは1958−59シーズンからアワーバックが監督を退くまで8年間連続で優勝し、NBAの歴史に不朽の業績を残した。
8連覇のうち最初の決勝の相手はミネアポリス・レイカーズで、以降はセントルイス・ホークス、サンフランシスコ・ウォリアーズ、ロサンゼルスに本拠を移転したロサンゼルス・レイカーズと優勝を争った。セルティックスは強豪だったものの、苦戦を強いられた決勝シリーズも少なくなく、1957年、1960年（いずれもホークス）、1962年、1966年（いずれもレイカーズ）は最終の第7戦にもつれる接戦だった。
8連覇の前期は、名ポイントガードのボブ・クージーがオフェンスを組み立てる役割を果たし、センターのラッセルがリバウンドやブロックで貢献、そこから始まる速攻がセルティックスの持ち味だった。アワーバックは、試合でオフェンスの基本的なプレイを7種類しか用いなかった。
相手チームの先発選手が疲れた頃に投入され、効果的な貢献をする「シックスマン」は、8連覇の黄金期にもチームの勝利に欠かせないものだった。8連覇前期にこの役割を担っていたのはフランク・ラムジーで、後期にはジョン・ハブリチェックがラムジーの役割を引き継いだ。
アワーバックは人種にこだわらない選手の登用を行った最も初期の監督だった。セルティックスに採用された翌年、アワーバックはドラフトでチャールズ・クーパーを獲得。クーパーはNBAのドラフトで指名された初めての黒人選手になった。またアワーバックは先発5人全てに黒人選手を起用した最初の監督でもあった。
1966年に、アワーバックは選手人事の業務に専念するために監督を退き、後任にビル・ラッセルを抜擢した。選手兼監督として活躍することになったラッセルは、リーグ史上初の黒人監督になった。
アワーバックが獲得ないし指揮した選手のうち、クージー、ビル・シャーマン、ヘインソーン、ラッセル、ハブリチェックなど、のちに殿堂入りする選手や1996年に「NBA史上の偉大な50人の選手」に選ばれる選手は数多い。

## セルティックス人事部門責任者
ビル・ラッセルが選手兼監督として初めてセルティックスを率いた最初のシーズン、チームはウィルト・チェンバレンを擁するフィラデルフィア・セブンティシクサーズに敗れ、優勝を逃した。しかし翌シーズンからは2連覇を成し遂げ、ボストン・セルティックスは13年間で11回の優勝を果たした。
1969年にラッセルがチームを退くと、アワーバックはトム・ヘインソーンを監督に抜擢。1970年にはドラフトでデイブ・コーエンスを獲得し、セルティックスは1974年と1976年に再び優勝に返り咲いた。しかしその後チームの成績は徐々に低下していき、1978-79シーズンには29勝53敗まで落ち込んだ。
この低迷期に、アワーバックは大学界で活躍するラリー・バードに目をつけた。1978年、まだ大学3年だったバードをアワーバックはドラフト6位で指名した。バードは初めに入学した大学を1年で退学しており、この当時には既に大学に入ってから4年目になっていたため、アワーバックはドラフト規則の盲点を突いてバード獲得に成功した。1979年にバードがセルティックスに加わると、セルティックスは前シーズンから32勝上乗せし61勝21敗でシーズンを終えた。バードは新人王に選ばれた。
翌1980年のドラフトでセルティックスは1位の指名権を持っており、アワーバックはケビン・マクヘイル獲得を狙っていた。しかしアワーバックは1位指名権をゴールデンステート・ウォリアーズに譲り渡し、見返りにロバート・パリッシュと3位指名権を手に入れた。ドラフト上位指名権を持つ2チームはアワーバックの予想通りマクヘイルを指名せず、セルティックスは3位でマクヘイルを獲得。この一連の動きで入手したパリッシュとマクヘイル、そして既に入団していたラリー・バードは、ボストン・セルティックスの第2の黄金期を支える選手となった。
1981年にセルティックスは優勝を果たし、以後は1980年代を通じて西海岸のロサンゼルス・レイカーズとともにリーグを代表するチームとなっていった。1984年に、チームはレイカーズと決勝で対戦し、80年代で2度目の優勝を果たした。この年からラリー・バードは3年連続でMVPを受賞、ケビン・マクヘイルは「シックススマン」として勝利に貢献した。
1985年にセルティックスは再び決勝でレイカーズと戦い、このシーズンは優勝を逃した。再び優勝できる体制を整えるため、チームはビル・ウォルトンをトレードで獲得した。翌1985-86シーズン、セルティックスは空前の強さでリーグを席捲した。バード、マクヘイル、パリッシュは史上最高のフロントラインと呼ばれ、かつてのMVPウォルトンはベンチから出て効果的にチームに貢献した。このシーズン、セルティックスは80年代で3度目の優勝を果たした。
1986年の優勝はアワーバックが監督また球団運営関係者として経験した16度目の優勝で、また最後の優勝経験となっている。アワーバックは1984年以降球団社長の役職に就いていたが、高齢から次第にチームの運営を他に任せることが多くなっていった。1997年から社長を退き球団副理事の身分となり、2001年に再び社長の役職に就いていたが、チームの業務に直接関わらずに近年は実家のあるワシントンD.C.で暮らしていた。

## 業績と受賞歴
監督としての勝ち数は938勝で、この記録は1995年まで破られなかった。監督としての優勝回数は9回で、これはフィル・ジャクソンの11回に次いでNBA歴代2位。監督時代にオールスター戦で指揮を取ったのは11回（地区で最も高い成績を上げているチームの監督がオールスター戦で監督に選ばれる）。
1965年に最優秀監督賞受賞。1967年以降、同賞を受賞する監督には「レッド・アワーバック・トロフィー」が授与されることになった。1968年に監督としてバスケットボール殿堂入りを果たした。NBA25周年の1970年には歴代最優秀の監督に選ばれ、1980年にはプロバスケットボール記者協会よりNBA史上最高の監督に選ばれた。また1980年には、選手人事の面で優秀な業績を残した者に与えられる賞 (NBA Executive of the Year) を受賞した。NBA50周年の1996年には、リーグ史上最も優れた10人の監督の一人に選ばれた。
アワーバックは1984年まで社長兼ジェネラルマネージャーの役職にあり、その後は1997年までおよび2001年以降社長の職にあった。ジェネラルマネージャーを退いたのちの1985年に、ボストン・セルティックスはアワーバックの業績を称えて背番号2を永久欠番にした。これはチーム創設者のウォルター・ブラウンのために背番号1が欠番にされていることに倣ったものである。
アワーバックがボストン・セルティックスで獲得した選手には、歴史的な名選手が数多くいる。なかでもビル・ラッセル、ラリー・バード、ケビン・マクヘイルはそれぞれのポジションでしばしば史上最高の選手に挙げられる。監督として成し遂げた8回の連続優勝記録は今も破られておらず、これに次ぐ記録は3連覇が最高である。またセルティックスの優勝回数17を超えるチームはNBAにはまだない。
黒人選手を積極的に登用したこともアワーバックの残した功績の一つである。アワーバックが監督を始めた頃、リーグには実質的に黒人選手がいなかった。ビル・ラッセルなどの黒人選手を活用したセルティックスは強豪としてリーグに君臨し、以降NBAでは次第に黒人選手が主流となっていった。

## その他
弟のザン・アワーバックは漫画家で、ワシントンの新聞などに連載を持っていたのみならず、ボストン・セルティックスのロゴのデザインも手がけた。
1941年に結婚した妻ドロシーとの間に二人の娘があり、一人の孫と3人の曾孫がいる。
アワーバックは、自伝やバスケットボールに関する著作など7冊の著書を書いている。またいくつかの機関から名誉博士号を授与されている。
勝利を確信すると葉巻を吸うことで有名だった。